# Liste des réserves de biosphère au Guatemala
Cet article recense les réserves de biosphère au Guatemala.

## Statistiques
En 2023, le Guatemala compte 3 réserves de biosphère.

## Liste
| Réserve de biosphère      | Département                                         | Création | Superficie (km²) | Superficie (km²) | Superficie (km²) | Superficie (km²) | Gestion / Notes                                           | Illustration |
| Réserve de biosphère      | Département                                         | Création | Totale           | Centre           | Tampon           | Transition       | Gestion / Notes                                           | Illustration |
| ------------------------- | --------------------------------------------------- | -------- | ---------------- | ---------------- | ---------------- | ---------------- | --------------------------------------------------------- | ------------ |
| Maya                      | Petén                                               | 1990     | 20 907           | 8 173            | 8 027            | 4 707            | Contiguë à la réserve de biosphère de Calakmul au Mexique |              |
| Sierra de las Minas       | Alta Verapaz Baja Verapaz El Progreso Izabal Zacapa | 1992     | 2 366            | 1 031            | 388              | 948              |                                                           |              |
| Trifinio-Fraternidad (es) | Chiquimula                                          | 2011     | 4 088            | 383              | 806              | 2 899            | Réserve transfrontière, avec le Honduras et le Salvador   |              |